# Espergærde SK
Espergærde SK – duński klub szachowy z siedzibą w Espergærde, mistrz kraju z 1997 roku.

## Historia
Klub został założony 12 października 1942 roku. W 1950 roku zawieszono działalność klubu, wznowiono ją w 1959 roku. W sezonie 1969/1970 pierwszy zespół awansował do 3. division. W 1985 roku trenerem drużyny został Bjarke Kristensen. W sezonie 1988/1989 klub zadebiutował w 1. division, uzyskując wówczas czwarte miejsce. W latach 1990–1991 klub zdobył wicemistrzostwo kraju. W tym okresie w klubie grali m.in. Nikolaj Borge, Bjarke Kristensen, Mogens Moe i Jacob Øst-Hansen, W 1996 roku Espergærde SK zajął trzecie miejsce w lidze. W sezonie 1996/1997 szachiści Espergærde zdobyli mistrzostwo kraju. W sezonie 1998/1999 klub spadł z ligi. W 1999 roku rozpoczął się proces upadku klubu, związany z brakami finansowymi i kadrowymi.